# Владимир Дедијер
Владимир Владо Дедијер (Београд, 4. фебруар 1914 — Бостон, 30. новембар 1990) био је академик, историчар, публициста новинар и учесник Народноослободилачке борбе.

## Биографија
Владо је рођен 4. фебруара 1914. године. Отац му је био Јевто Дедијер, а старији брат Стеван Дедијер. Детињство и младост проводи у Београду где је завршио основну школу и гимназију. Уписује Правни факултет у Београду, када због немаштине и немогућности да плаћа студије почиње да ради као дописник из земље, а касније и света за „Политику“.
Био је члан КПЈ и радио је у корист комунистичке пропаганде. Познавао је одлично директора „Политике“, Владислава Рибникара са којим је упознао Јосипа Броза Тита по доласку у Београд 1941. године.
У време избијања устанка имао је задатак да организује политичко-пропагандни рад, да подучава комунисте и да ради у листу „Борба“ као уређивач, заједно са Милованом Ђиласом. Одатле је почело њихово велико пријатељство.
Владо Дедијер је по формирању првих партизанских одреда постављен за политичког комесара Крагујевачког НОП одреда. Учествовао је заједно у опсади Краљева, половином октобра 1941. године, када је био рањен у ногу.
После тога, одлази у Врховни штаб и ради у агитационо-пропагандном одељењу читавог рата. У бици на Сутјесци изгубио је своју жену, др. Олгу Поповић-Дедијер, која је била шеф хируршке екипе Друге пролетерске дивизије.
После завршетка рата, одлази на оснивање Уједињених нација у Сан Франциско. По повратку у земљу, као веома образован човек, добија место предавача историје НОБ-а на Београдском универзитету. Током рата брижљиво је водио свој дневник, који је после рата објављен.
Био је представник Југословенске делегације на конференцији мира у Паризу 1946. године. По повратку, добија задужење да буде уредник листа „Борба“.
За време сукоба са Стаљином био је члан разних преговарачких мисија. Ту је почео да прикупља и податке за своје чувено дело, по коме ће касније постати познат - „Прилози за биографију Јосипа Броза Тита“.
Био је члан ЦК СКЈ од 1952. и савезног одбора ССРНЈ од 1953. године. Као уредник листа „Борба“, оптужен је да је помагао сређивање Ђиласових чланака, па је изведен пред Партијску комисију, а затим и пред суд у Београду 1954. године.
На тајном суђењу заједно са Милованом Ђиласом, изабрао је да га брани славни адвокат Иво Политео, који је 1928. године на „Бомбашком процесу“, бранио Тита, а касније је и кардинал Алојзије Степинац имао част да га овај адвокат брани. Осуђен је условно на годину и по дана. Касније му је суд поништио ту одлуку.
Владо Дедијер је решио да се повуче из политичког живота. Поднео је оставку на чланство у СКЈ и ССРНЈ августа 1954. године.
После политичке каријере, почео је да се бави писањем. Одлази у САД 1955. године где је и добио звање Академика историјских наука. Повремено је из Америке долазио у земљу где је радио као аутор у писању књига.
Владимир Дедијер је у Америци постао члан Раселовог суда, а затим и председник истог суда који је испитивао ратне злочине у Вијетнаму, кршење људских права у Латинској Америци и низ других.
Активно је радио и у Српској академији наука у Београду. Био је један од коаутора у уџбенику „Историја Југославије од 1918“, у издању београдског Нолита 1972. године.
После Титове смрти, поново одлази у Америку, у Вашингтон, где скупља грађу за нове биографије о Титу.
Као председник Раселовог суда радио је на питању злочина у логору Јасеновац (1941—1945). У Америци је радио на припремању Трибунала Раселовог суда о концентрационом логору Јасеновац. У ту сврху, враћа се поново у Југославију 1989. године и заједно са вишим научним сарадником Антуном Милетићем ради на писању књиге о Јасеновцу. Поново је отишао у Америку и ту га је снашла смрт.
Пред крај свог живота је ослепео, пожелео да се врати и умре у својој земљи, али је изненада преминуо од јаког срчаног удара 30. новембра 1990. године у Бостону, где је обављена и кремација. Његова урна, уз све војне почасти, сахрањена је 21. децембра 1990. године у Љубљани.
Као заслугу у заједничком раду, Антун Милетић је после Дедијерове смрти објавио књигу „Против заборава и табуа-Јасеновац (1941—1945)“, где је поред свог имена, уписао и име Владе Дедијера, који је тада већ био мртав.
Носилац је Партизанске споменице 1941, одликован је Орденом партизанске звезде првог реда и имао је и чин потпуковника ЈНА у резерви.

### Породица
Порекло породице Дедијер потиче из Херцеговине, из места Чепелице, код Билеће. Владов отац Јевто Дедијер, био је доцент географије на Београдском универзитету и први асистент истакнутог српског географа Јована Цвијића. Поред Владе он је имао још два сина, Боривоја-Бору и Стевана, који је био нуклеарни физичар и социјални теоретичар и који је од 1961. године живео у Шведској.
Владо Дедијер се два пута женио. Први пут лекарком Олгом Поповић (1914—1943) из Земуна и са њом је у годинама уочи Другог светског рата добио ћерку Милицу. У току рата, она је била шеф хируршке екипе Друге пролетерске дивизије и погинула је јуна 1943. године за време битке на Сутјесци.
После делимичног ослобођења земље, 1944. године, у Београду се по други пут оженио, овога пута Словенком Вером Крижман (1923—2022) са којом је добио ћерку Бојану и синове Боривоја-Бору, Бранимира-Бранка и Марка. Његови синови Боривоје (умро 1958) и Бранко (погинуо 1966) трагично су преминули и он је сахрањен поред њих на гробљу Жале у Љубљани.